# Katovice
Katovice è un comune mercato della Repubblica Ceca facente parte del distretto di Strakonice, in Boemia Meridionale.